# Высоковское (озеро)
Высоковское — озеро в северо-западной части Ивановской области, находится в Ивановском районе. Расположено в 12 километрах к северу от Иванова. Длина озера 686 метров, ширина — 439 м, наибольшая глубина 10 м при средней равной 3 м. Площадь одного зеркала 36,4 га. Канализированными водотоками соединено с рекой Молохтой.
Берега озера поросли берёзовым лесом. В северной, западной и юго-восточной части озера расположены сплавины.

## Флора
Растительность окрестностей озера представлена смешанными хвойно-мелколиственными лесами с преобладанием берёзы и присутствием сосны и ели. В подлеске произрастают рябина обыкновенная, жимолость лесная, малина, ива козья и пепельная, шиповник майский, липа мелколистная, дуб обыкновенный, клён остролистный, калина; из кустарничков — брусника и черника.
На пологих западном и восточном берегах отмечены луга с доминированием ежи сборной, полевицы белой, мятлика лугового и щучки дернистой, с присутствием лугового клевера, мышиного горошка, тысячелистника, зверобоя и других видов.
На сплавине произрастают сфагновые мхи и растительность верховых болот: клюква, подбел, пушица, осока.
Водные растения представлены кубышкой жёлтой, кувшинкой чисто-белой и горцом земноводным. До 1970-х годов в озере отмечался краснокнижный полушник озёрный.

## Ихтиофауна
Из рыб в Высоковском обитают щука обыкновенная, серебряный карась, окунь, линь, карп, белый амур, плотва и ротан.

## Фауна окрестностей
По берегам озера обитают 2 вида земноводных (остромордая лягушка, серая жаба) и три вида пресмыкающихся (обыкновенный уж, обыкновенная гадюка и прыткая ящерица).
Отмечено присутствие кряквы, хохлатой чернети, лысухи, чомги, камышниц, погонышей, изредка встречается выпь, гнездятся сизая и озёрная чайки и речная крачка.

## Охрана
27 января 1975 года озеро объявлено памятником природы Ивановской области.

## Хозяйственное использование
На южном берегу расположен детский лагерь «Берёзовая роща», на восточном — деревня Высоково.